# Alt càrrec
Un alt càrrec (en anglès, high-ranking government official) és la persona que ocupa una feina d'elevada responsabilitat. Són alts càrrecs de l'Administració de la Generalitat de Catalunya els secretaris generals i els directors generals d'acord amb  la Llei 13/1989.
També ho són els comissionats, tal com determina la Llei 13/2008 de la Presidència de la Generalitat, i finalment també tenen consideració d'alt càrrec per la seva norma de creació, els què tenen atribuït el rang o categoria de secretari general o director general o s'hi assimilen (com, per exemple, els delegats territorials del Govern o els directors de serveis).